# Rafi Bistritzer
Rafi Bistritzer (1974) è un fisico israeliano.
Bistritzer si è formato all'Università di Tel Aviv con studi di carattere fisico ed informatico, frequentando l'istituto dal 1997 fino alla sua laurea triennale conseguita nel 2000. Successivamente, ha frequentato con successo l'Istituto Weizmann, presso il quale ha conseguito il master nel 2003 e il dottorato di ricerca nel 2007. In seguito ha proseguito con il post-dottorato all'Università del Texas ad Austin, conoscendo il collaboratore e futuro condivisore del Premio Wolf Allan H. MacDonald.
Bistritzer è stato insignito nel 2020 del Premio Wolf per la fisica per il suo lavoro pionieristico in campo teorico e sperimentale sul grafene a spirale doppio strato insieme allo spagnolo Pablo Jarillo-Herrero e al canadese Allan H. MacDonald.